# Grantville (San Diego)
Grantville es un barrio en la ciudad de San Diego, en California. Grantville limita con las comunidades de Allied Gardens, San Carlos, Serra Mesa y Mission Valley East.
Sus calles principales son Friars Road (que también abastece la zona de Mission Valley) y Mission Gorge Road que llega hasta el norte del Mission Trails Regional Park y continua hacia el sur de Fairmount Road

## Periódico local
- Mission Times Courier es el periódico de la comunidad que cubre las noticias locales de Grantville http://www.MissionTimesCourier.com Archivado el 12 de septiembre de 2008 en Wayback Machine.

## Escuelas
Varias escuelas públicas sirven a la comunidad, y partes del Distrito Escolar Unificado de San Diego, existen en los alrededores de Grantville:
- Dailard Elementary School
- Lewis Middle School
- Patrick Henry High School

## Negocios
Grantville es primariamente una zona industrial y consumista que tiene varios negocios desde estudios de grabaciones a una tienda de materiales The Home Depot, al igual que otros pequeños negocios minoristas, servicios de firmas y fábricas. Los restaurantes más famosos de la zona son Souplantation y Szechuan Mandarin Chinese Food.
- Datos: Q5596700
- Multimedia: Grantville, San Diego / Q5596700